# Zgornja Polskava
Zgornja Polskava – wieś w Słowenii, w gminie Slovenska Bistrica. W 2018 roku liczyła 1292 mieszkańców.